# A. G. K. Menon
A. G. K. Menon, voller Name Ambat Gopalan Kutty Menon (geboren am 19. April 1921; gestorben am 11. April 2002), war ein indischer Ichthyologe und Hochschullehrer.

## Werdegang
A. G. K. Menon wuchs in Coonoor im indischen Bundesstaat Tamil Nadu auf, wo sein Vater als Arzt im Pasteur-Institut arbeitete, und besuchte in Chittoor, Andhra Pradesh die britische High School. Anschließend studierte er am Madura College, einer der ältesten britisch-indischen Hochschulen, in Madurai, Tamil Nadu, Zoologie. Es folgte ein Postgraduiertenstudium am Presidency College der University of Madras in Chennai, das er 1952 mit der promovierte zum Ph.D. bei Sunder Lal Hora abschloss. Einige Jahre später erlangte er den Titel eines Doctor of Science. 1953 heiratete Menon eine Enkelin des letzten Maharadscha des Fürstenstaats Cochin.
Angeleitet von Sunder Lal Hora befasste sich Menon während seines Studiums und in den Jahren danach intensiv mit der von Hora erarbeitetem Satpura-Hypothese, der zufolge das zentralindische Satpuragebirge für die Fauna der malaiischen Halbinsel als Brücke für die Ausbreitung auf den indischen Subkontinent und in die Westghats diente. Zum Beleg für die Hypothese wurden von Hora und Menon Ähnlichkeiten wie die Entwicklung von Organen zum Ansaugen an Felsen in strömungsreichen Gewässern angeführt, die heute als Beispiele konvergenter Evolution erkannt worden sind.
In seinen späteren Forschungen befasste sich Menon mit einer Reihe höherer Taxa der Fische, ohne sich wie viele seiner Kollegen für Meeresfische oder Süßwasserfische zu entscheiden. Menon veröffentlichte während seiner mehr als fünfzig Jahre dauernden Forschungstätigkeit mehr als 100 wissenschaftliche Publikationen, viele davon Monografien. Neben Revisionen einer Reihe von Taxa verfasste Menon die Erstbeschreibungen von 43 Fischarten. Nachdem er über Jahrzehnte als Hochschullehrer der University of Madras und als Mitarbeiter der angeschlossenen südlichen Regionalen Zentrums des Zoological Survey of India (ZSI) in Chennai tätig gewesen war, ging er 1978 als stellvertretender Leiter der Station in den Ruhestand.
Nach seiner Pensionierung wurde Menon Associate Professor am Institute for Marine Science der University of Dar es Salaam. Nach drei Jahren kehrte er nach Madras zurück um als Emeritus Scientist seine Forschungen beim ZSI fortzusetzen. In diesen späten Jahren veröffentlichte er in der Fauna of India die beiden Bände zu den damaligen Homalopteridae (weitgehend identisch mit den Plattschmerlen) und den Cobitidae. Seine Zusammenarbeit mit der IUCN, deren Fish Specialist Group er angehörte, führte 1999 zur Veröffentlichung eines Artenverzeichnisses der indischen Süßwasserfische. Eine Monografie über die bedrohten Fische Indiens erschien erst nach Menons Tod, eine umfangreiche Revision der Karpfenfischgattung Puntius konnte er nicht mehr fertigstellen. Menon war Gründungspräsident der Indian Society of Ichthyologists. Eine Reihe von Fischarten wurden nach ihm benannt.

## Dedikationsnamen (Auswahl)
- Garra menoni Rema Devi & Indra, 1984
- Ghatsa menoni (Shaji & Easa, 1995)
- Mystus menoni Plamoottil & Abraham, 2013
- Nemacheilus menoni Zacharias & Minimol, 1999

## Erstbeschreibungen (Auswahl)
- Garra ethelwynnae Menon, 1958[4]
- Gonorhynchus periyarensis (Menon & Jacob, 1996)[5]
- Sahyadria chalakkudiensis (Menon, Rema Devi & Thobias, 1999)[6]
- Schizothorax kumaonensis Menon, 1971[7]

## Veröffentlichungen (Auswahl)
- A. G. K. Menon: Distribution of Clariid Fishes, and Its Significance in Zoogeographical Studies. In: Proceedings of Indian National Science Academy 1951, Band 17, Nr. 4, S. 291–299, Digitalisat.
- A. G. K. Menon: Monograph of the cyprinid fishes of the genus Garra Hamilton. In: Memoirs of the Indian Museum 1964, Band 14, Nr. 4, S. 173–260, Digitalisat.
- A. G. K. Menon: A check-list of fishes of the Himalayan and the Indo-Gangetic plains. Inland Fisheries Society of India, Central Inland Fisheries Research Institute, Barrackpore 1974.
- A. G. K. Menon: A Systematic Monograph of the Tongue Soles of the Genus Cynoglossus Hamilton-Buchanan (Pisces, Cynoglossidae) (=Smithsonian Contributions to Zoology, Nr. 238). Smithsonian Institution Press, Washington, D.C. 1977, Digitalisat.
- A. G. K. Menon: Fauna of India. Pisces. Vol. IV. Teleostei – Cobitoidea. Part 1. Homalopteridae. Zoological Survey of India, Calcutta 1987, Digitalisat.
- A. G. K. Menon: Fauna of India. Pisces. Vol. IV. Teleostei – Cobitoidea. Part 2. Cobitidae. Zoological Survey of India, Calcutta 1992, Digitalisat.
- A. G. K. Menon: Check list - fresh water fishes of India. Zoological Survey of India, Calcutta 1999, ISBN 81-85874-15-8, Digitalisat.
- A. G. K. Menon: Threatened fishes of India and their conservation. Zoological Survey of India, Kolkata 2004, ISBN 8-18171-023-1, Digitalisat.